# Nadie se conoce
|  |

El aguafuerte Nadie se conoce es un grabado de la serie Los Caprichos del pintor español Francisco de Goya. Está numerado con el número 6 en la serie de 80 estampas. Se publicó en 1799.

## Interpretaciones
Existen varios manuscritos contemporáneos que explican las láminas de los Caprichos. El que se encuentra en el Museo del Prado se tiene como autógrafo de Goya, pero parece más bien despistar y buscar un significado moralizante que encubra significados más arriesgados para el autor. Otros dos, el que perteneció a Ayala y el que se encuentra en la Biblioteca Nacional, realzan la parte más escabrosa de las láminas.
- Explicación de esta estampa del manuscrito del Museo del Prado: El mundo es una máscara, el rostro, el traje y la voz todo es fingido; todos quieren aparentar lo que no son, todos se engañan y nadie se conoce.[2]

- Manuscrito de Ayala: El mundo es una máscara; el rostro, el traje y la voz todo es fingido. Un General afeminado obsequia a madama delante de otros cornudos.[2]

- Manuscrito de la Biblioteca Nacional: Un General afeminado o disfrazado de Muger en una fiesta, se lo está pidiendo a una buena moza; él se deja conocer por los bordados de la manga; los maridos están detrás, y en vez de sombreros, se figuran con tremendos cuernos como un unicornio. Al que se tapa bien, le sale derecho; al que no, torcido.[2]

A finales del siglo XVIII existía en Madrid una fiebre por los bailes de máscaras. Los nobles de las grandes casas celebraban con ellos sus commemoraciones. Goya pudo contemplarlos, por ejemplo, en la Casa de Alba, donde se celebraban con gran suntuosidad. Las caretas las hacían los escultores más afamados, como las 32 que diseñó Pedro Michel para una fiesta de este palacio.
Como afirma Malraux, la máscara para Goya no es lo que esconde el rostro humano sino lo que desenmascara.
Goya aprovecha para comparar y criticar los prejuicios e hipocresías de la comedia de la vida por medio de esta representación carnavalesca.

## Técnica del grabado
En el dibujo preparatorio a la sanguina, conservado en el Museo del Prado, la petimetra lleva careta en lugar de antifaz. Las figuras de la Comedia italiana de Polichinela y el Doctor difieren bastante del grabado y en el dibujo no está la figura de medio cuerpo a la izquierda.
La plancha se conserva en bastante buen estado con el aguafuerte debilitado.